# Judy Playfair
Judith White „Judy” Playfair (ur. 14 września 1953 w Sydney) – australijska pływaczka. Srebrna medalistka olimpijska z Meksyku.
Zawody w 1968 były jej jedynymi igrzyskami olimpijskimi. Medal zdobyła w sztafecie 4 × 100 metrów stylem zmiennym. Australijską sztafetę tworzyły również Lynne Watson, Lyn McClements i Janet Steinbeck.